# Proz
Proz, nome artístico de Eugénio Prozorovschii, (21 de Abril de 1992, Chisinau, Moldávia), é um músico de Hip Hop português.
Começou em Janeiro de 2007 quando gravou o seu primeiro som dedicado a uma jovem paixão da altura, desenvolveu a letra e um beat com o auxílio de Dude. Desde esse momento, com 14 anos, apaixonou-se pelo hip hop e continuou a escrever até hoje.
Nesse mesmo ano surgiu a HPK (acrónimo de Hip Hop Proz Krew), constituída por Proz e RimeR, tendo desde então desenvolvido juntos várias produções musicais.
A 4 de Junho de 2008 lança o seu primeiro álbum a solo, P(R)OESIA, através da junção das palavras Proz e Poesia. Contem 18 faixas, participações de RimeR em 2 músicas, um refrão cantado por Marisa Menicha e uma faixa bónus de beatbox desenvolvida por Beator (Victor). Parte dos beats de todo o álbum foram desenvolvidos por Drumbox Produções, por Spektro (Diogo Costa) e por RimeR. O desenvolvimento gráfico ficou a cargo de Cláudio Silva.
A 30 de Novembro de 2009 Proz e RimeR lançam um álbum em conjunto intitulado INSPIRA (SOM), este álbum é constituído por 15 faixas. Apoiado pela Ghettolandia e Alternativa records (XL). Produção de beats a cargo de Drumbox Produções (Dude), Spektro (Diogo Costa) e RimeR e participações de Iolanda Costa em 2 músicas. Mais uma vez o desenvolvimento da imagem gráfica ficou a cargo de Cláudio Silva.
A 29 de Maio de 2010 Proz participou também nas comemorações do 30º aniversário da Filarmónica da Guia juntamente com Iolanda Costa e Luís Baptista. Um concerto memorável que juntou vários estilos musicais, aliando música de cariz mais ligeiro, música clássica e hip hop.
O seu site oficial www.proz-hiphop.com foi lançado em 2011, nesse mesmo ano foi editada a mixtape "Produção & Escrita" com Spekto nos beats e Proz nas letras. Em 2012 foi lançado o álbum a solo intitulado “Vista Ampliada”.

## Discografia
- P(r)oesia (2008)
- Inspira(som) (2009)
- Vista Ampliada (2012)